# Barthélemy Imbert
Barthélemy Imbert (* 16. März 1747 in Nîmes; † 23. August 1790 in Paris) war ein französischer Journalist und Schriftsteller.

## Leben und Werk
Barthélemy Imbert ging im Alter von 19 Jahren für ein Literatenleben nach Paris und hatte 1772 erstmals Erfolg mit dem Theaterstück Jugement de Pâris. 1774 gewann er mit einer Ode auf die Hochzeit des Dauphin das Wohlwollen von Marie-Antoinette. Von 1778 bis 1790 schrieb er für den Mercure de France und wurde dort 1786 die rechte Hand von Charles-Joseph Panckoucke. Daneben gehörte er zu den Herausgebern der Bibliothèque universelle des romans um Jean-François de Bastide und war Mitherausgeber der Annales poétiques ou Almanach des muses von Claude-Sixte Sautreau de Marsy. 1775 wurde er wegen Majestätsbeleidigung kurzzeitig eingesperrt, 1777 musste er wegen eines Bankrotts vorübergehend nach Belgien fliehen und um 1786 hatte er sich für Bigamie zu verantworten.
Imbert schrieb außer zahlreichen Theaterstücken (für das Théâtre-Français und das Théâtre-Italien)  Gedichte, Fabeln, Novellen und Romane.  1785 gab er bearbeitete Fabliaux heraus. Er verfasste insgesamt 40 Werke, die teilweise auch ins Deutsche übersetzt wurden, jedoch heute vergessen sind.

## Werke (Auswahl)
- Les Égaremens de l’Amour, Ou Lettres de Fanéli et de Milfort. Amsterdam 1776.
  - (deutsch) Die Irrungen der Liebe oder Fanelis und Milforts Briefe. Voß, Berlin 1777.
  - (deutsch) Friedrich Schulz: Der Wittwer zweyer Frauen. Hesse, Berlin 1787.
- (mit Louis Dussieux) Gabrielle de Passi, parodie de Gabrielle de Vergi, en un acte, en prose et en vaudevilles. Représentée, pour la premiere fois, par les Comédiens italiens ordinaires du roi, le 30 août 1777. Auch in: Le coeur terrible. Hrsg. Jean-Noël Pascal. Presses universitaires de Perpignan, Perpignan 2005. (Das parodierte Werk ist von Pierre-Laurent Buirette de Belloy)
- Faneli, ou les égaremens de l’amour. Drame en 5 actes. (1778)
  - (deutsch) Fanelli, oder die Ausschweiffungen der Liebe. Breitfeld, Regensburg 1778.
- Rêveries philosophiques (1778)
  - (deutsch) Imberts philosophische Erzählungen. De Legarde, Berlin 1785. (übersetzt von Johann Brahl, 1754–1812)
- Le Jaloux sans amour (1781)
  - (deutsch) Friedrich Ludwig Schröder: Der eifersüchtige Ungetreue. Ein Lustspiel in 3 Aufzügen, nach dem Französischen des Imbert. Wien 1782.
- Lecture du matin. Nouvelles historiettes en prose (1782)
  - (deutsch) Morgenzeitvertreib, oder kleine Erzählungen. Christian Friedrich Gutsch, Breslau und Leipzig 1784.
- Fabliaux choisis, mis en vers, et suivis de l’Histoire de Rosemonde. Amsterdam 1785.